# Jungle Dragon
Jerome's Wooden Dragon, chinesisch: 酷飞谷木游龙, im Happy Valley (Chongqing, China) ist eine Holzachterbahn vom Hersteller Great Coasters International, die am 6. September 2017 als Jungle Dragon (chinesisch: 丛林飞龙) eröffnet wurde. Sie wurde von Jeff Pike zusammen mit Skyline Design konstruiert.
Die 1206,1 m lange Strecke verfügt über eine 30,2 m hohe erste Abfahrt und erreicht eine Höchstgeschwindigkeit von 88,5 km/h.